# (3898) Curlewis
(3898) Curlewis est un astéroïde de la ceinture principale.

## Description
(3898) Curlewis est un astéroïde de la ceinture principale. Il fut découvert le 26 septembre 1981 à Bickley par Michael Candy. Il présente une orbite caractérisée par un demi-grand axe de 3,11 UA, une excentricité de 0,16 et une inclinaison de 0,6° par rapport à l'écliptique.

## Compléments